# International Association for Plant Taxonomy
Organisationen International Association for Plant Taxonomy (IAPT) beskæftiger sig med planters systematik, taxonomi og nomenklatur. Den blev grundlagt den 18. juli 1950 i Stockholm, og den har som formål at udføre projekter, som drejer sig om emner, der interesserer eller bekymrer biologer med systematik som arbejdsfelt. Specielt fremmer man projekter, der kan have gavn af internationalt samarbejde.
IAPT beskæftiger sig med organismers biodiversitet, med planters og svampes udbredelse, systematik, evolution og navngivning, hvad enten det drejer sig om nulevende eller uddøde arter. 
Organisationen varetager International Bureau for Plant Taxonomy and Nomenclature, og den udgiver kvartalstidsskriftet Taxon. Desuden udgiver IAPT bogserien Regnum Vegetabile, hvor de forskellige versioner af International Code of Botanical Nomenclature bliver offentliggjort.